# テリー・スゾピンスキー
ザ・ウォーロード（The Warlord）のリングネームで知られるテリー・スゾピンスキー（Terry Scott Szopinski、1958年9月6日 - ）は、アメリカ合衆国の元プロレスラー。フロリダ州ポンパノ・ビーチ出身。
驚異的なマッスルボディを持つ、ヒールの大型バイオレンス・ファイターとして活躍した。

## 来歴
ミネソタ州のジムでロード・ウォリアー・アニマルと知り合い、彼の紹介でエディ・シャーキーのトレーニングを受け、1986年にNWAミッドアトランティック地区でデビュー。その後、セントラル・ステーツ地区を経て、1987年6月に新日本プロレスにバイオレンス・ウォーロード（Violence Warlord）の名前で初来日している。
同年末、ミッドアトランティック地区でザ・バーバリアンとコンビを組み、ロード・ウォリアーズのイミテーションであるパワーズ・オブ・ペイン（The Powers of Pain）を結成。本家ウォリアーズと抗争を開始する。1988年2月にはマネージャー格のイワン・コロフを交えたトリオでダスティ・ローデス&ロード・ウォリアー・ホーク&ポール・エラリング（アニマルの代打で出場）からNWA世界6人タッグ王座を奪取。4月に行われたタッグ・トーナメント "Crockett Cup" ではウォリアーズを破り決勝に進出するも、スティング&レックス・ルガーに敗れ準優勝に終わった。
1988年7月よりパワーズ・オブ・ペインとしてWWFに移籍し、同じくウォリアーズの影響下にあったデモリッションと抗争を展開。1989年11月23日のサバイバー・シリーズではゼウスと共にテッド・デビアス率いる「ミリオンダラー・チーム」のメンバーとなり、ハルク・ホーガン、ジェイク・ロバーツ、デモリッションの「ハルカマニアックス」と対戦。ホーガンにバーバリアンとの2人がかりのハイジャック・パイルドライバーを放って反則失格となっている。
1990年下期、ウォリアーズ（リージョン・オブ・ドゥーム）のWWF参戦に伴いパワーズ・オブ・ペインを解散。スキンヘッドに金属製の仮面を被り、鎧を身につけ槍を手にした剣闘士ギミックのシングルプレイヤーとなる。"ドクター・オブ・スタイル" スリックをマネージャーに迎え、1991年はブリティッシュ・ブルドッグとパワー対パワーの抗争を繰り広げた。同年2月と10月には、当時WWFと提携していたSWSに来日、天龍源一郎や阿修羅・原と対戦した。
1992年にバーバリアンと同時期にWWFを離れ、スーパー・アサシンズ（The Super Assassins）としてWCWでコンビを復活させたが活躍の機会を与えられず、以降は単身でインディー団体を転戦。1994年8月にはWARに来日、ボブ・バックランド&スコット・プトスキー（イワン・プトスキーの息子）とのトリオで冬木軍（冬木弘道、邪道、外道）を破り世界6人タッグ王座を獲得した。
1996年に自動車事故で引退。その後は地元のフロリダで警備員やボディーガードの職に就きつつ、2002年頃からインディー団体へのスポット出場を再開。バーバリアンとのパワーズ・オブ・ペインも何度か再結成しており、2007年10月19日にサンフランシスコで行われたファンフェスタでは、スリックがマネージャーに付いたカマラ&ワンマン・ギャングを相手に勝利を収めた。
2012年9月14日には、CHIKARAの6人タッグチーム・トーナメントであるキング・オブ・トリオに、バーバリアン&ミングのフェイシズ・オブ・フィアーと合体したフェイシズ・オブ・ペイン（The Faces of Pain）として出場、1回戦でチームROHのマイク・ベネット&ヤング・バックスと対戦した。

## 得意技
- フルネルソン
- ベアハッグ
- パワースラム
- リフトアップ・スラム
- エルボー・ドロップ

## 獲得タイトル
セントラル・ステーツ・レスリング
- NWAセントラル・ステーツ・タッグ王座：1回（w / キラー・カール・コバック）[15]

ミッドアトランティック・チャンピオンシップ・レスリング
- NWA世界6人タッグ王座：1回（w / ザ・バーバリアン&イワン・コロフ）[4]

レッスル・アソシエーション・R
- WAR世界6人タッグ王座：1回（w / ボブ・バックランド&スコット・プトスキー）[10]

マキシマム・エクストリーム・プロ・レスリング
- MXPWヘビー級王座：1回